# Emporis Skyscraper Award
Emporis Skyscraper Award – najbardziej prestiżowa nagroda architektoniczna przyznawana dla trzech najbardziej unikatowych, funkcjonalnych oraz estetycznych wieżowców w danym roku kalendarzowym. Wyróżnia tylko budynki mające powyżej 100 m wysokości. Nominacje oraz zwycięzcę od 2000 do 2021 r. nadawało biuro Emporis. 

## Zwycięzcy oraz nominowani do Emporis Skyscraper Award
| Rok  | Pierwsze miejsce         | Pierwsze miejsce | Pierwsze miejsce | Drugie miejsce       | Drugie miejsce | Drugie miejsce | Trzecie miejsce                   | Trzecie miejsce | Trzecie miejsce |
| Rok  | Budynek                  | Budynek          | Miasto           | Budynek              | Budynek        | Miasto         | Budynek                           | Budynek         | Miasto          |
| ---- | ------------------------ | ---------------- | ---------------- | -------------------- | -------------- | -------------- | --------------------------------- | --------------- | --------------- |
| 2000 | Sofitel New York Hotel   |                  | Nowy Jork        | –                    | –              | –              | –                                 | –               | –               |
| 2001 | One Wall Centre          |                  | Vancouver        | Millennium Point     |                | Nowy Jork      | Plaza 66                          |                 | Szanghaj        |
| 2002 | Kingdom Centre           |                  | Rijad            | Post Tower           |                | Bonn           | 111 Huntington Avenue             |                 | Boston          |
| 2003 | 30 St Mary Axe           |                  | Londyn           | Highcliff            |                | Hongkong       | Skybridge                         |                 | Chicago         |
| 2004 | Taipei 101               |                  | Tajpej           | Torre Agbar          |                | Barcelona      | World Tower                       |                 | Sydney          |
| 2005 | Turning Torso            |                  | Malmö            | Q1                   |                | Gold Coast     | Montevideo Tower                  |                 | Rotterdam       |
| 2006 | Hearst Tower             |                  | Nowy Jork        | The Wave             |                | Gold Coast     | Eureka Tower                      |                 | Melbourne       |
| 2007 | Het Strijkijzer          |                  | Haga             | Newton Suites        |                | Singapur       | Ontario Tower                     |                 | Londyn          |
| 2008 | Mode Gakuen Cocoon Tower |                  | Tokio            | Boutique Monaco      | –              | Seul           | Shanghai World Financial Center   |                 | Szanghaj        |
| 2009 | Aqua                     |                  | Chicago          | O-14                 | –              | Dubaj          | The Met                           |                 | Bangkok         |
| 2010 | Hotel Porta Fira         |                  | Barcelona        | Burj Khalifa         |                | Dubaj          | Tour CMA CGM                      |                 | Marsylia        |
| 2011 | 8 Spruce Street          |                  | Nowy Jork        | Al Hamra Tower       |                | Kuwejt         | Etihad Towers                     |                 | Abu Zabi        |
| 2012 | Absolute World Towers    |                  | Mississauga      | Al Bahr Towers       |                | Abu Zabi       | Burj Qatar                        |                 | Doha            |
| 2013 | The Shard                |                  | Londyn           | DC Tower 1           |                | Wiedeń         | Sheraton Huzhou Hot Spring Resort |                 | Huzhou          |
| 2014 | Wangjing SOHO            |                  | Pekin            | Bosco Verticale      |                | Mediolan       | Tour D2                           |                 | Courbevoie      |
| 2015 | Shanghai Tower           |                  | Szanghaj         | Evolution Tower      |                | Moskwa         | Il Dritto                         |                 | Mediolan        |
| 2016 | VIA 57 West              |                  | Nowy Jork        | Torre Reforma        |                | Meksyk         | Oasia Hotel Downtown              |                 | Singapur        |
| 2017 | Lotte World Tower        |                  | Seul             | Generali Tower       |                | Mediolan       | 150 North Riverside               |                 | Chicago         |
| 2018 | MGM Cotai                |                  | Makau            | La Marseillaise      |                | Marsylia       | 52 Lime Street (The Scalpel)      |                 | Londyn          |
| 2019 | Łachta Centr             |                  | Petersburg       | Leeza SOHO           |                | Pekin          | 35 Hudson Yards                   |                 | Nowy Jork       |
| 2020 | Crown Sydney             |                  | Sydney           | Telus Sky            |                | Calgary        | One Vanderbilt                    |                 | Nowy Jork       |
| 2021 | Valley Amsterdam         |                  | Amsterdam        | 111 West 57th Street |                | Nowy Jork      | NV Tower                          |                 | Sofia           |